# Остін (округ, Техас)
Шаблон:StateAbbr_ 29°53′ пн. ш. 96°17′ зх. д. / 29.88° пн. ш. 96.28° зх. д.
Округ Остін (англ. Austin County) — округ (графство) у штаті Техас, США. Ідентифікатор округу 48015.

## Історія
Округ утворений 1836 року.

## Демографія
За даними перепису 2000 року загальне населення округу становило 23590 осіб, зокрема міського населення було 8654, а сільського — 14936. Серед мешканців округу чоловіків було 11582, а жінок — 12008. В окрузі було 8747 домогосподарств, 6479 родин, які мешкали в 10205 будинках. Середній розмір родини становив 3,14.
Віковий розподіл населення поданий у таблиці:
| Стать    | До 15 років | 15-21 | 22-29 | 30-39 | 40-49 | 50-65 | 65-85 | Понад 85 |
| -------- | ----------- | ----- | ----- | ----- | ----- | ----- | ----- | -------- |
| Чоловіки | 2652        | 1256  | 976   | 1454  | 1868  | 1933  | 1302  | 141      |
| Жінки    | 2507        | 1151  | 966   | 1649  | 1792  | 1891  | 1665  | 387      |

## Суміжні округи
- Вашингтон — північ
- Воллер — схід
- Форт-Бенд — південний схід
- Вартон — південь
- Колорадо — захід
- Файєтт — північний захід

## Виноски
1. ↑  https://web.archive.org/web/20180216143221/http://publications.newberry.org/ahcbp/documents/TX_Individual_County_Chronologies.htm
2. ↑  U.S. Decennial Census. United States Census Bureau. Архів оригіналу за 26 квітня 2015. Процитовано 18 квітня 2015.
3. ↑  Texas Almanac: Population History of Counties from 1850–2010 (PDF). Texas Almanac. Архів оригіналу (PDF) за 26 лютого 2015. Процитовано 18 квітня 2015.
4. ↑  State & County QuickFacts. United States Census Bureau. Архів оригіналу за 6 липня 2011. Процитовано 8 грудня 2013.(англ.) Наведено за англійською вікіпедією.
5. ↑  American FactFinder. Бюро перепису населення США. Архів оригіналу за 26 лютого 2012. Процитовано 31 січня 2008.

| США | Це незавершена стаття з географії США. Ви можете допомогти проєкту, виправивши або дописавши її. |